# Industrial Workers of the World

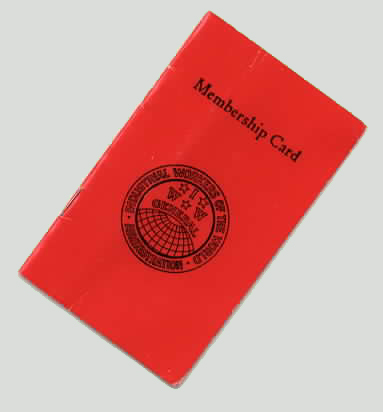
Tessera del sindacato IWW

Industrial Workers of the World (IWW) è un sindacato internazionale fondato a Chicago nel giugno 1905.
L'IWW ha come filosofia il sindacalismo rivoluzionario, come tattica l'azione diretta e come obiettivo l'abolizione del lavoro salariato e il raggiungimento di una democrazia industriale, dove la gestione dei luoghi di lavoro sia trasparente e in mano alla stessa classe lavoratrice.
La sua ideologia rimane inclusiva di elementi socialisti, anarchici e comunisti a cui integra oggi le prospettive più avanzate dell'ecologia sociale e della critica queer, ponendolo all'avanguardia nel campo del sindacalismo verde e delle battaglie contro la discriminazione di genere, abilista o in base all'origine. Una componente significativa della sua lotta, passata e presente, è di origine internazionale, migrante e precaria. Il suo motto è "Un torto fatto a uno è un torto fatto a tutti" ("An injury to one is an injury to all").

## Storia

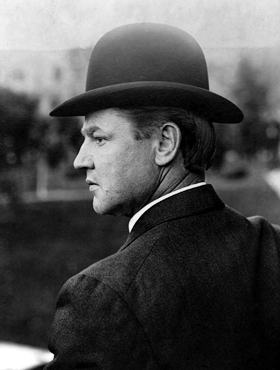
William Haywood

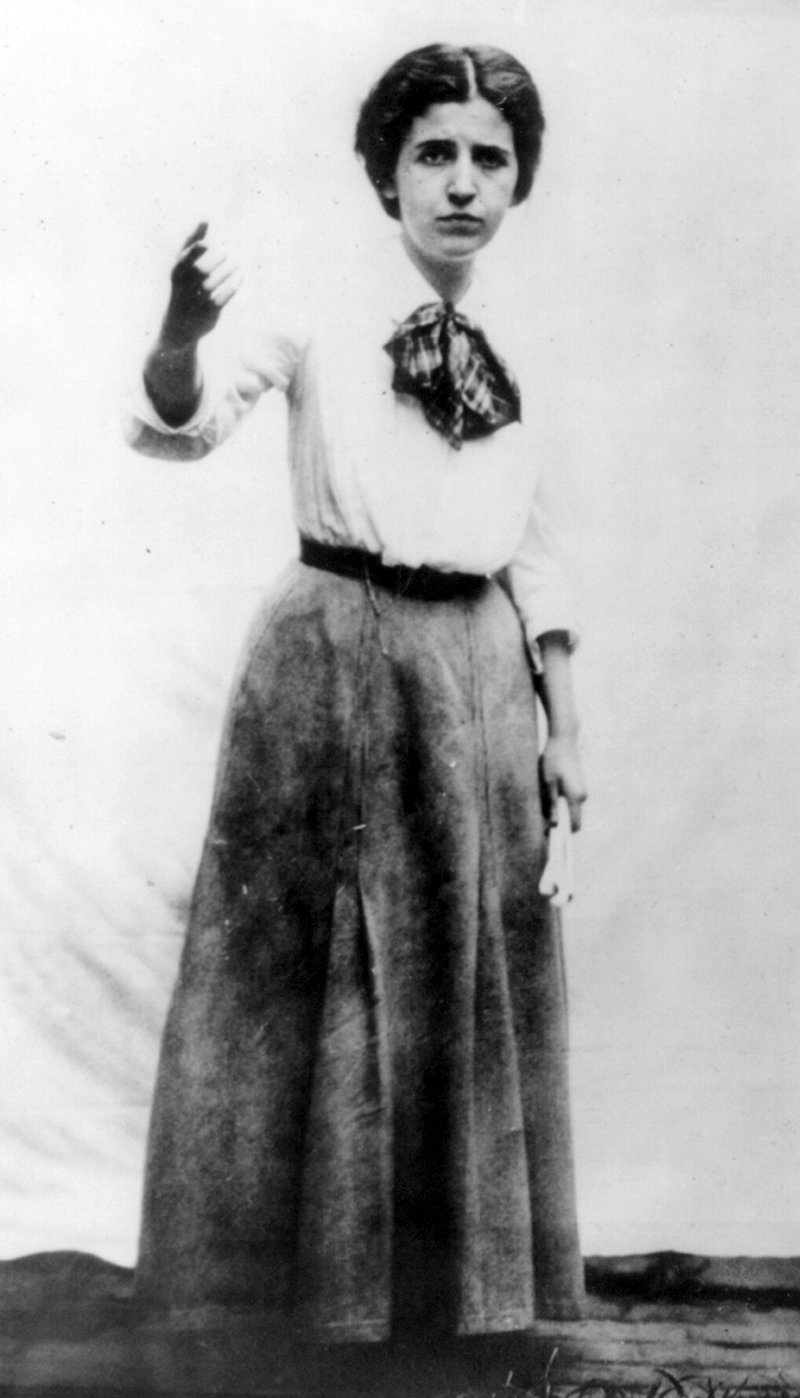
Elizabeth Gurley Flynn

Molte le individualità protagoniste dell'IWW.

### 1905 - 1950

#### "Le iniziatrici, gli iniziatori"
- Mother Jones, al secolo Mary Harris Jones, irlandese, inarrestabile agitatrice sindacale, cominciò la sua attività nel movimento laburista Knights of Labor, poi fu tra i sei fondatori dell'Industrial Workers of the World. I suoi oppositori la indicavano come la "donna più pericolosa d'America". I suoi sostenitori le avevano dato l'appellativo di "angelo dei minatori": Mother Jones interveniva ad organizzare tutti gli scioperi, come quello dei ferrovieri nel 1877 a Pittsburgh;
- Eugene V. Debs, oratore carismatico, che arricchiva i suoi discorsi con suggestive citazioni evangeliche. Durante lo sciopero Pullman contro i licenziamenti operati dalla Pullman Palace Car Company nel 1894, Debs fu arrestato e condannato a 6 mesi di prigione. Nel 1897, Debs aveva partecipato alla fondazione del Partito Socialdemocratico d'America (poi confluito nel Partito Socialista d'America) di cui divenne il Presidente nel 1900; il 29 giugno 1905 tenne il discorso di apertura alla convention per la fondazione dell'IWW a Chicago;[3]
- Lucy Eldine Gonzales Parsons (africana, già militante nell'organizzazione per i diritti e le pari opportunità Working People's Association (IWPA), poi distintasi come attivista anarchica durante il caso Haymarket a Chicago nel 1886, e promotrice dell'IWW; morì nell'incendio di Chicago del 1942);
- William «Big Bill» Haywood, fisico imponente (ma aveva perso un occhio in un incidente giovanile), ateo, oratore persuasivo e di temperamento sanguigno, più incline alla lotta violenta che alla negoziazione (non era un grande pensatore), inventò lo slogan Eight hours of work, eight hours of play, eight hours of sleep-- eight hours a day!. Lo Stato dell'Idaho incriminò e condannò "Big Bill" nel 1907 con l'accusa di aver organizzato l'assassinio del Governatore Frank Steunenberg, la cui casa era stata fatta esplodere con le bombe usate dai minatori nelle miniere d'argento dell'Idaho.
- Elizabeth Gurley Flynn, definita "la Giovanna d'Arco dell'est", durante il suo attivismo sindacale fu arrestata dieci volte ma non fu mai condannata. Sostenne la campagna a favore di Sacco e Vanzetti, quella a favore del suffragio femminile. Nel 1948 fu arrestata per violazione della legge sull'immigrazione, e dopo un processo durato nove mesi fu condannata a due anni di carcere. Fu sepolta per sua volontà accanto alle tombe dei martiri di Haymarkets e Big Billy;
- Ralph Chaplin, a sette anni fu testimone dei disordini accaduti nello sciopero della Pullman Palace Car Company. Fu promotore della campagna per «impedire, ostacolare e far ritardare l'esecuzione di undici Leggi del Congresso» riguardanti l'entrata in guerra degli Stati Uniti d'America, e per questo fu condannato per spionaggio a 20 anni di carcere e ad una multa di $20.000.

#### Gli “itineranti”Wobblies
Wobblies è inteso sia nel senso di "itineranti" (coloro che attraversavano l'America per diffondere la cultura della lotta operaia e del sindacato), sia nel senso di "precari".
- Joseph Ettor
- Arturo Giovannitti
- Joseph Caruso

#### Gli antagonisti
Avversari storici dell'IWW furono Samuel Gompers e l'American Federation of Labor (AFL). Mentre l'IWW si batteva per il cosiddetto «sindacalismo d'industria» (industrial unionism, che mirava a ricondurre tutti i lavoratori in un sindacato solo), l'AFL propugnava il «sindacalismo di mestiere» (craft unionism, che raccoglieva nelle sue file i lavoratori divisi per categorie).

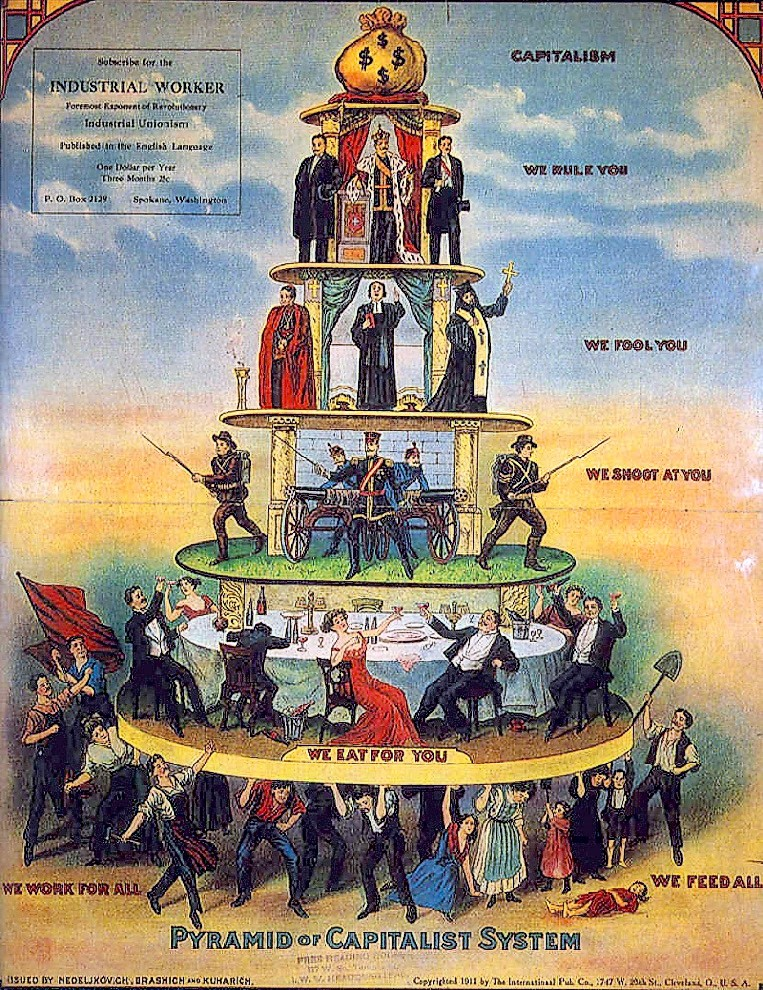
Una pubblicazione dell'Industrial Workers of the World del 1911 che sostiene l'unionismo industriale basato sulla critica al capitalismo: il proletariato "lavora per tutti" e "sfama tutti"

#### Ideologia deiWobblies
- Capacità di organizzare gli immigrati non qualificati, superando le barriere linguistiche (i volantini erano scritti in più lingue)
- Capacità di spazzare via il diaframma che li separava dai media dell'epoca grazie alle "free speech fights", cioè le lotte per la libertà di parola. Il 2 novembre 1909, il governo municipale di Spokane (Washington) arrestò alcuni wobblies dell'IWW che tenevano comizi per le vie della città. L'organizzazione decise di combattere per conquistare il diritto alla libertà di parola. La lotta durò fino al 1º marzo 1910, con esiti vittoriosi: il prezzo pagato fu alto (4 morti durante i pestaggi delle autorità, più di 500 uomini e donne incarcerati, 200 attuarono lo sciopero della fame che durò anche 13 giorni, seguito da uno sciopero di 45 giorni a pane e acqua).

La IWW perseguiva l'obiettivo della proprietà operaia dell'industria e considerava ogni sciopero come preparativo alla rivoluzione. Non cercava un rapporto contrattuale con i datori di salario ma preferiva la via del boicottaggio e del sabotaggio, ai quali le autorità rispondevano con brutali e feroci repressioni.

#### Il contesto storico di riferimento
- Il contesto politico.

Il regime statunitense di Woodrow Wilson tentava di stroncare il fortissimo movimento operaio che ne contrastava l'opera di sfruttamento delle masse povere, considerate pura e semplice forza lavoro, senza diritti né dignità.
Alla base della struttura sociale statunitense vi era un sentimento oligarchico, di classe, anche razzista, fondato su un patto tra proprietari terrieri e industriali, dal quale i lavoratori erano esclusi.
- Il contesto sindacale.

In questa situazione, i compratori di forza lavoro, con pochissime eccezioni, avversavano i sindacati e tenevano i venditori di forza lavoro sotto controllo trattando con ciascuno singolarmente. Quando si affacciò sulla scena politica l'IWW, i compratori di forza lavoro e il governo stesso cercò di esercitare lo stesso potere di controllo anche sul sindacato.
A questo si piegò la American Federation of Labor, accettando di opporsi agli scioperi e di tenere a freno le pretese dei lavoratori (fornendo anche dei crumiri tra i suoi membri, ove necessario), in cambio del diritto di organizzarsi nelle fabbriche senza correre il rischio che i suoi iscritti venissero licenziati.
l'IWW avvertì la necessità di rivendicare i diritti negati e lottare, se necessario anche con mezzi illegali, per ottenerne almeno una parte. Gli Industrial Workers of The World furono (e sono) un sindacato conflittuale, compatto, e soprattutto determinato. Si è trattato di un fenomeno unico nella storia del movimento operaio.

#### I grandi scioperi organizzati dall'IWW

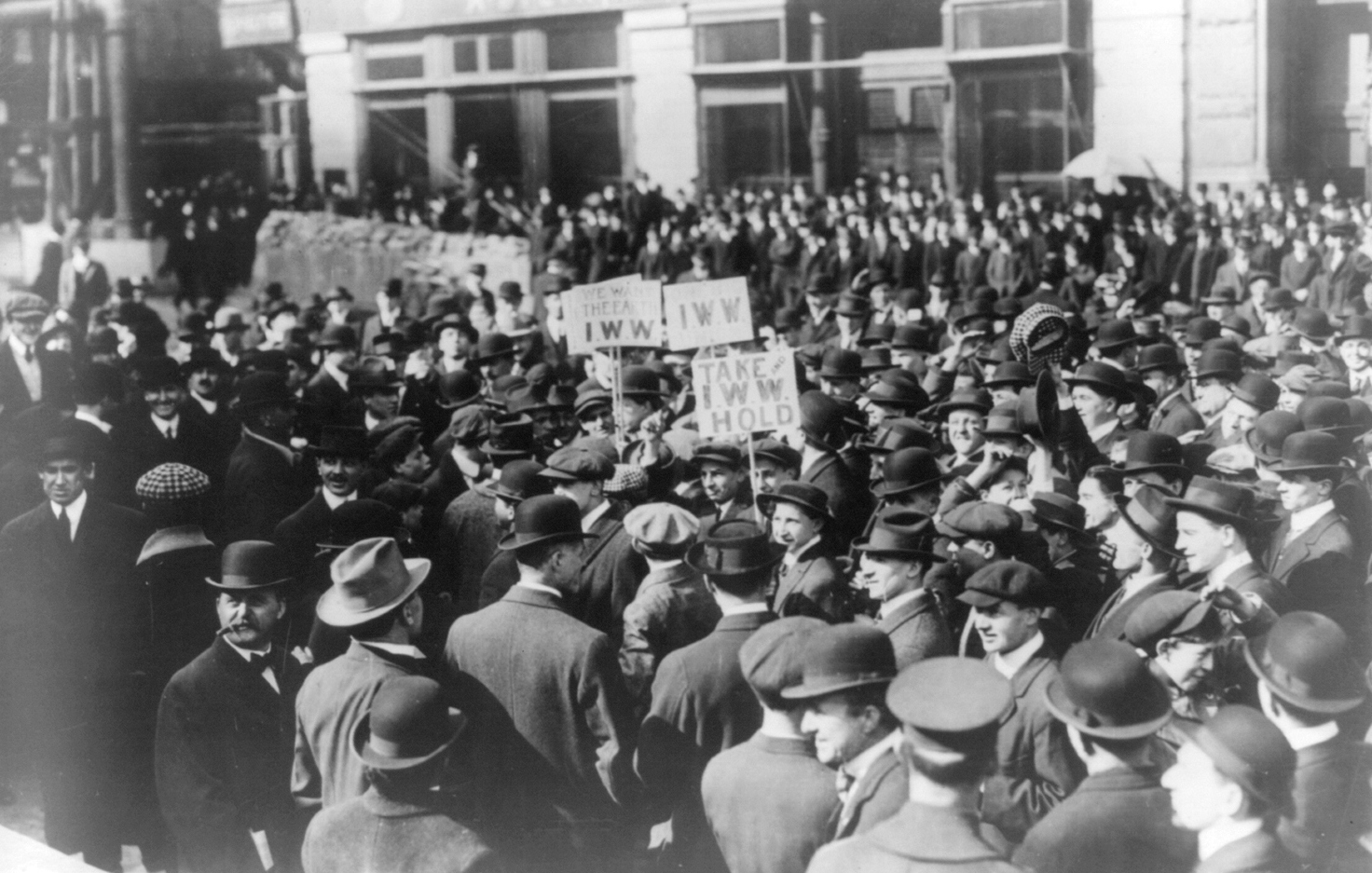
Sciopero dell'IWW a New York

- i minatori di McKees Rocks (Pennsylvania, 1909)
- i tessili di Lawrence (Massachusetts, 1912)
- i setaioli di Paterson (New Jersey, 1913)
- i portuali di New York (1920), cui fece immediatamente eco lo sciopero degli operai dell'industria di Torino di marzo-aprile (sciopero delle lancette) per il riconoscimento dei consigli di fabbrica.

#### Calo e scomparsa
Allo scoppio della prima guerra mondiale, il sindacato IWW si dichiarò contro la guerra. Nel 1917, dopo l'entrata in guerra degli Stati Uniti (e dopo la fine dello zarismo e gli avvenimenti dell'ottobre-novembre in Russia), contro il sindacato si scatenò un inarrestabile sciovinismo. Le sedi dei wobblies furono distrutte dalla polizia, i militanti linciati, picchiati, incarcerati a centinaia. Migliaia di simpatizzanti furono processati e finirono in carcere, centinaia furono deportati. La stampa di sinistra fu soppressa, censurata o esclusa dalla circolazione. Archivi, corrispondenza, carte e registri dell'IWW furono sequestrati o distrutti.

### 1950 -2000

#### La crisi del dopoguerra
I Wobblies continuarono a organizzare la classe lavoratrice e la loro presenza fu forte fino agli anni '50 nelle officine meccaniche di Cleveland, Ohio, USA. Dopo che il governo degli Stati Uniti approvò il Taft-Hartley Act nel 1950, che richiedeva il licenziamento dei leader sindacali comunisti, l'IWW vide però un calo dei suoi membri. I metalmeccanici e i meccanici dell'IWW di Cleveland decisero inoltre di ritirarsi dal sindacato, provocando un altro massiccio calo delle adesioni.
L'appartenenza all'IWW è scesa al livello più basso durante gli anni '50, ma durante gli anni '60 il Movimento per i diritti civili, l'opposizione alla guerra del Vietnam e i vari movimenti studenteschi nelle università statunitensi hanno dato nuova vita all'IWW, ma con molte meno nuove adesioni rispetto alle grandi campagne sindacali della prima parte del ventesimo secolo.

#### Gli anni dei movimenti
Dagli anni '60 agli anni '80, l'IWW ha organizzato diverse piccole campagne sindacali e realizzato perfine imprese tenute in modo cooperativo e collettivo, in particolare legate al settore della stampa: Red & Black (Detroit, Michigan), Lakeside (Madison, Wisconsin) e Harbinger (Columbia, Carolina del Sud). University Cellar, una libreria senza scopo di lucro fondata da studenti dell'Università del Michigan, è stata per diversi anni la più grande azienda sindacalizzata dell'IWW con circa 100 membri. Negli anni '60, Rebel Worker è stato pubblicato a Chicago dai surrealisti Franklin e Penelope Rosemont. Un'edizione è stata pubblicata a Londra con Charles Radcliffe che è stato coinvolto nell'Internazionale Situazionista.
Alla fine degli anni '70, l'IWW si è spinto fino all'organizzazione dell'industria dell'intrattenimento, con un comitato organizzatore dei lavoratori dello spettacolo fondato a Chicago nel 1976, seguito da campagne che hanno organizzano i musicisti a Cleveland nel 1977 e a Ann Arbor nel 1978. Il comitato di Chicago ha pubblicato un modello-contratto che è stato distribuito ai musicisti nella speranza di elevare gli standard del settore, oltre a mantenere una linea telefonica attiva per le informazioni di settore. Anche musicisti IWW come Utah Phillips, Faith Petric, Bob Bovee e Jim Ringer fecero un tour e promossero l'unione, e nel 1987 fu pubblicato un album antologico, Rebel Voices.
Altre campagne di organizzazione dell'IWW negli anni '70 includevano il supermercato ShopRite a Milwaukee, il Coronet Foods a Wheeling, in Virginia Occidentale, i lavoratori chimici e dei fast food (tra cui KFC e Roy Rogers) a State College, Pennsylvania, e i lavoratori ospedalieri a Boston, tutti nel 1973; i cantieri navali a Houston, in Texas, e i lavoratori di ristoranti a Pittsburgh nel 1974; campagne senza successo presso la Prospect Nursing Home a Cambridge, Massachusetts, e un Pizza Hut ad Arkadelphia, in Arkansas, nel 1975; oltre una campagna degli operai edili organizzata ad Albuquerque, nel Nuovo Messico, nel 1978.

#### Gli anni '90
Negli anni '90 l'IWW è stato coinvolto in molte lotte sindacali e lotte per la libertà di parola, tra cui Redwood Summer e il picchettaggio della Neptune Jade nel porto di Oakland alla fine del 1997.
Nel 1996 l'IWW ha lanciato una campagna contro Borders Books a Filadelfia. I membri dell'IWW hanno fatto picchetti nei negozi Borders a livello nazionale, tra cui Ann Arbor; Washington DC.; San Francisco; Miami; Chicago; Palo Alto; Portland, OR; Portland, ME; Boston; Filadelfia; Albania; Richmond; St. Louis; Los Angeles; e altre città. Questo è stato seguito da una giornata nazionale d'azione nel 1997, in cui i negozi Borders sono stati nuovamente picchettati a livello nazionale, e una seconda campagna organizzativa a Londra, in Inghilterra.
Sempre nel 1996, gli IWW iniziarono ad organizzarsi presso Wherehouse Music a El Cerrito, in California. La campagna continuò fino al 1997, quando la direzione licenziò due organizzatori e licenziò oltre la metà dei dipendenti, oltre a ridurre le ore dei membri noti del sindacato.
Nel 1998 l'IWW ha costituito una filiale a San Francisco del Marine Transport Workers Industrial Union (MTWIU), che ha formato centinaia di lavoratori del porto sulle pratiche riguardanti sicurezza e salute, ha tentato di istituzionalizzare queste pratiche di sicurezza sul lungomare di San Francisco.
Nel 1999 l'IWW ha costituito una filiale locale dell'Education Workers Industrial Union a Boston, Massachusetts, che ha iniziato a organizzare i lavoratori nei college e nelle università locali.
Le iniziative di organizzazione di IWW alla fine degli anni '90 includevano uno sciopero al Lincoln Park Mini Mart di Seattle nel 1996, Keystone Job Corps, l'organizzazione comunitaria ACORN, vari centri per senzatetto e giovanili a Portland, Oregon, i lavoratori dell'industria del sesso e nei negozi di riciclaggio in Berkeley, California. I membri dell'IWW furono anche attivi nei settori dell'edilizia, dei cantieri navali, delle industrie high-tech, degli hotel e dei ristoranti, delle organizzazioni di interesse pubblico, delle ferrovie, dei fattorini in bicicletta e dei depositi di legname.
L'IWW è intervenuto più volte per aiutare la base nei sindacati tradizionali, compresi i lavoratori delle segherie a Fort Bragg in California nel 1989, i lavoratori degli stand in concessione nella San Francisco Bay Area alla fine degli anni '90 e i cantieri navali lungo il fiume Mississippi.

### 2000 e oltre
All'inizio degli anni 2000, l'IWW ha dato vita a Stonemountain and Daughter Fabrics, un negozio di tessuti a Berkeley, in California. Il negozio continua a rimanere un negozio organizzato da IWW. Sempre a Berkeley, il riciclaggio della città viene raccolto, selezionato, elaborato e inviato attraverso due diverse imprese organizzate da IWW.
Nel 2003 l'IWW ha iniziato a organizzare la gente di strada e le occupazioni non tradizionali con la formazione dell'Ottawa Panhandlers Union. Un anno dopo, la Panhandlers Union guiderà uno sciopero dei senzatetto. I negoziati con la città hanno portato il governo della città a promettere di finanziare un giornale scritto e venduto dai senzatetto.
Tra il 2003 e il 2006 gli IWW hanno organizzato sindacati nelle cooperative alimentari di Seattle, Washington e Pittsburgh, in Pennsylvania. L'IWW rappresenta i lavoratori amministrativi e di manutenzione sotto contratto a Seattle.
Nel 2004 un sindacato IWW è stato organizzato in uno Starbucks di New York City. Nel 2006 l'IWW ha continuato gli sforzi presso Starbucks organizzando diversi negozi nell'area di Chicago.
Nel 2009 ci fu una protesta IWW alla Binghamton University, mentre a Chicago l'IWW iniziò ad organizzare i riders.
Nel settembre 2004, gli autisti di camion a corto raggio organizzati da IWW a Stockton, in California, hanno lasciato il lavoro e hanno iniziato uno sciopero. Quasi tutte le richieste sono state soddisfatte. Nonostante le prime vittorie a Stockton, il sindacato dei camionisti ha cessato di esistere a metà del 2005.
Nella città di New York l'IWW ha organizzato immigrati lavoratori alimentari dal 2005. Quell'estate i lavoratori di Handyfat Trading si unirono all'IWW e presto furono seguiti dai lavoratori di altri quattro magazzini. I lavoratori di questi magazzini hanno ottenuto risultati come il salario minimo e il pagamento degli straordinari.
Nel 2006 l'IWW ha trasferito la sua sede a Cincinnati, Ohio, e nel 2010 la sede è stata trasferita di nuovo a Chicago, Illinois.
Sempre nel 2006 l'IWW Bay Area Branch ha organizzato i Landmark Shattuck Cinemas. L'Unione stava negoziando un contratto con l'obiettivo di espandere la democrazia sul posto di lavoro.
Nel maggio 2007 i magazzinieri di New York si sono uniti alla Starbucks Workers Union per formare la Food and Allied Workers Union. Nell'estate del 2007 l'IWW ha organizzato i lavoratori in due nuovi magazzini: Flaum Appetizing, un distributore di cibo Kosher, e Wild Edibles, un'azienda di prodotti ittici. Nel corso del 2007 e del 2008 i lavoratori di entrambi i negozi sono stati licenziati illegalmente per la loro attività sindacale. Nel 2008 i lavoratori di Wild Edibles hanno combattuto attivamente per riavere i loro posti di lavoro e per assicurarsi la retribuzione degli straordinari dovuta loro dal capo. In una campagna per la giustizia sul posto di lavoro chiamata Focus on the Food Chain, condotta in collaborazione con Brandworkers International, i lavoratori IWW hanno vinto accordi contro i datori di lavoro, tra cui Pur Pac, Flaum Appetizing e Wild Edibles.
Oltre alla pratica tradizionale dell'IWW di organizzare industrialmente, l'unione è stata aperta a nuovi metodi come l'organizzazione geografica: ad esempio, cercando di organizzare i lavoratori al dettaglio in un determinato distretto commerciale, come a Filadelfia.
Il sindacato ha anche partecipato alle proteste contro il coinvolgimento nella guerra in Iraq, opponendosi alle fabbriche di sfruttamento e sostenendo il boicottaggio della Coca-Cola contro la soppressione dei diritti dei lavoratori in Colombia.
Il 5 luglio 2008 il sindacato dei lavoratori di Starbucks a Grand Rapids, Michigan, e il CNT-AIT di Siviglia, in Spagna, hanno organizzato una giornata di azione globale contro la presunta rottura dei sindacati di Starbucks, in particolare contro il licenziamento di due membri del sindacato a Grand Rapids e Siviglia. Secondo il sito web del Grand Rapids Starbucks Workers Union, si sono tenuti picchetti in diverse dozzine di città in più di una dozzina di paesi.
Il ramo generale di Portland, Oregon è uno dei rami più grandi e attivi dell'IWW. La filiale ha attualmente tre contratti, due con Janus Youth Programs e uno con Portland Women's Crisis Line. C'è stato un dibattito all'interno del ramo sull'opportunità o meno di contratti sindacali come questo a lungo termine, con alcuni membri che preferiscono il sindacalismo solidale rispetto al sindacalismo contrattuale e alcuni membri credono che ci sia spazio per entrambe le strategie nell'organizzazione. La filiale ha supportato con successo i lavoratori licenziati ingiustamente da diversi luoghi di lavoro negli ultimi due anni. A causa del picchettaggio di Wobblies, questi lavoratori hanno ricevuto un risarcimento significativo dai loro ex datori di lavoro. L'adesione alle filiali è aumentata, così come l'organizzazione dei negozi.
Nel 2005 centesimo anniversario della sua fondazione, l'IWW contava circa 5.000 membri. Altre filiali IWW si trovano in Australia, Austria, Canada, Irlanda, Germania, Uganda, Regno Unito, Islanda, Turchia, Grecia e Italia.